# Dagoberto Espinoza
Dagoberto Espinoza Acosta (ur. 17 kwietnia 2004 w Guamúchil) – meksykański piłkarz występujący na pozycji środkowego pomocnika, od 2024 roku zawodnik Amériki.